# جان ئی. کین
جان ئی. کین (انگلیسی: John E. Keane؛ زادهٔ ۱۷ آوریل ۱۹۵۲) آهنگساز و موسیقی‌دان اهل بریتانیا است. وی از سال ۱۹۸۳ میلادی تاکنون مشغول فعالیت بوده‌است.
از فیلم‌ها یا مجموعه‌های تلویزیونی که وی در آن‌ها نقش داشته‌است، می‌توان به باروت، خیانت و دسیسه، مراکش، هورنبلوئر، آنا کارنینا و قهرمانان و خائنان اشاره نمود.